# Areias (São Paulo)
Areias Es un municipio en el estado de .Es parte  de la Región Metropolitana de Valle Paraíba e Litoral Norte. La población es 38,896 (2020) El área es de 305.23 km². La elevación es 509 m sobre el nivel del mar.

## Demografía
Según el censo realizado en el 2000 poe el IBGE,la población era de 38,600, los cuales 24,452 era urbana y 11,148 era rural.  La esperanza de vida mediana para el municipio era 65.57 años. El índice de alfabetización de 84.97%.